# Argyrolepidia cyanobasis
Argyrolepidia cyanobasis är en fjärilsart som beskrevs av George Francis Hampson 1910. Argyrolepidia cyanobasis ingår i släktet Argyrolepidia och familjen nattflyn. Inga underarter finns listade i Catalogue of Life.